# Münchehagen
Münchehagen (früher teilweise auch Mönchehagen) ist ein Stadtteil der deutschen Stadt Rehburg-Loccum in Niedersachsen. Der Ort liegt an der Bundesstraße 441 zwischen Loccum und Bad Rehburg westlich des Steinhuder Meeres.

## Geschichte
Münchehagen war 1628–1654 von Hexenverfolgung betroffen: Neun Frauen gerieten in Hexenprozesse, sieben wurden verbrannt.
Münchehagen schloss sich am 1. März 1974 als bis dahin eigenständige Gemeinde mit Rehburg, Bad Rehburg, Loccum und Winzlar zur Stadt Rehburg-Loccum zusammen. In Rehburg befindet sich der Verwaltungssitz.

## Religion

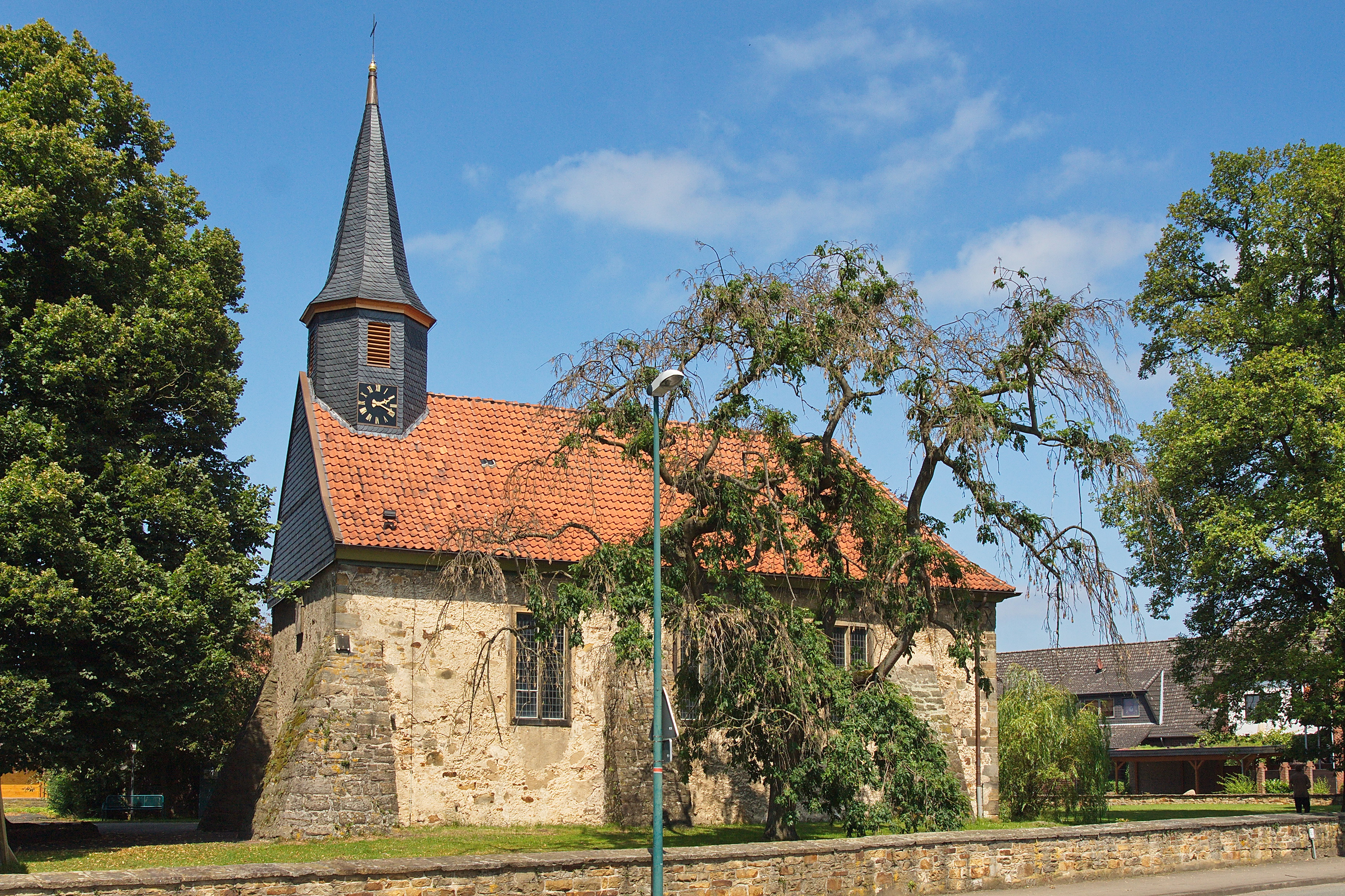
Ev.-luth. Kirche

In der Ortsmitte befindet sich eine evangelisch-lutherische Kirche, zum Kirchenkreis Stolzenau-Loccum gehörend, siehe „Kultur und Sehenswürdigkeiten“.
Die katholische Liebfrauenkirche wurde 1967 errichtet. 2009 erfolgte ihre Profanierung. Die nächstgelegene katholische Kirche befindet sich heute 5 km entfernt in Rehburg.

## Politik

### Ortsrat
Der Ortsrat, der Münchehagen vertritt, setzt sich aus fünf Mitgliedern zusammen. Die Ratsmitglieder werden durch eine Kommunalwahl für jeweils fünf Jahre gewählt.
Bei der Kommunalwahl 2021 ergab sich folgende Sitzverteilung:
| Ortsrat 2021Insgesamt 5 Sitze - SPD: 3 - FDP: 1 - CDU: 1 |

### Ortsbürgermeister
Ortsbürgermeister ist Ralf Schulte (SPD). 

### Politische Prominenz
Die SPD-Bundestagsabgeordnete Marja-Liisa Völlers aus dem Bundestagswahlkreis Nienburg II – Schaumburg lebt in Münchehagen.

## Sport
Der VFL Münchehagen mit den Sparten Fußball, Rehasport, Volleyball und Turnen wurde 1921 gegründet und hat heute (Stand: 2025) 400 Mitglieder.

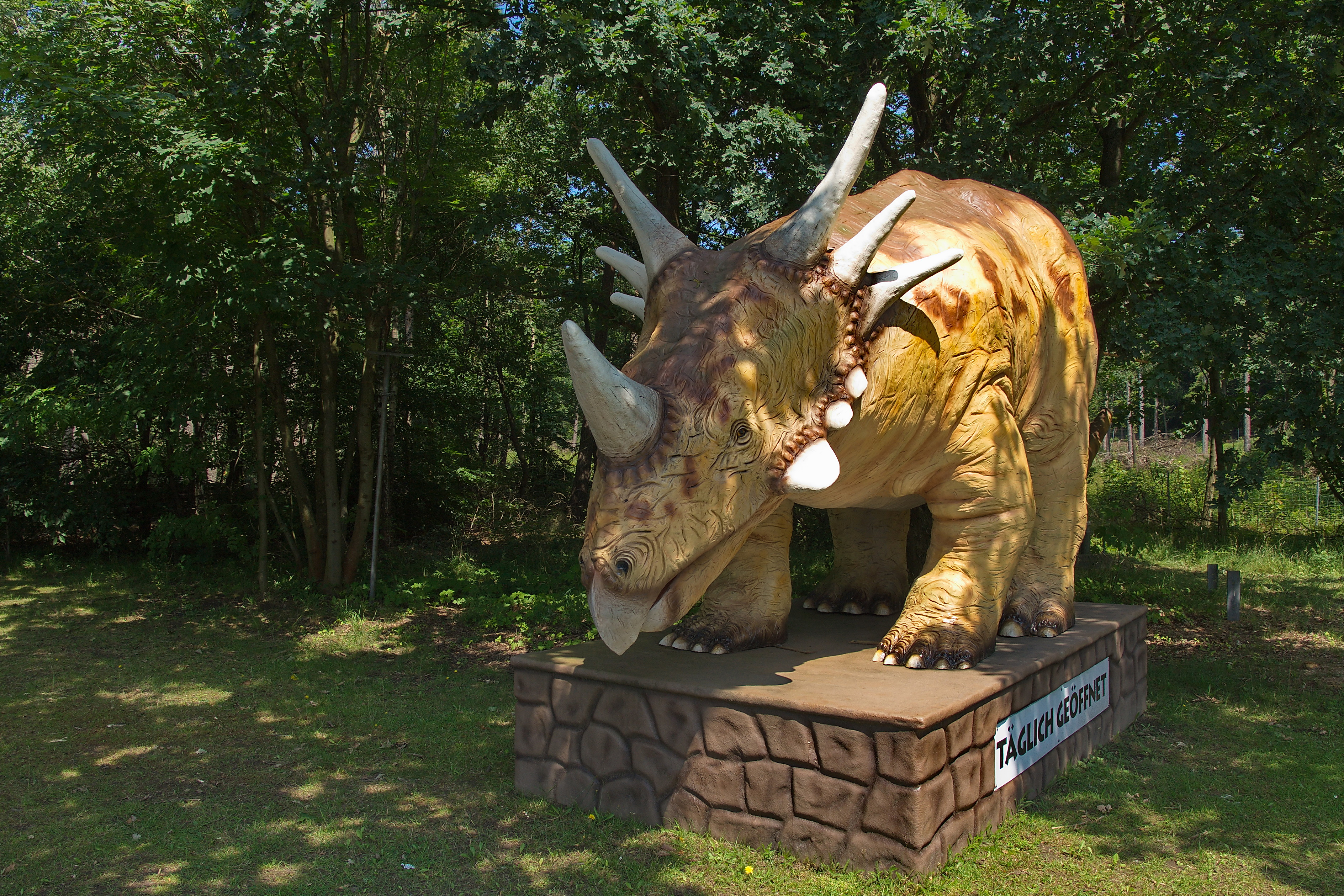
Sauriermodell an der B441 in Münchehagen

## Kultur und Sehenswürdigkeiten
- Der Grundstein der heute im Ort stehenden Kirche wurde 1713 auf dem baufällig gewordenen Ersatzbau einer 1615 von Söldnern zerstörten Vorgängerkapelle gelegt.[6]
- In den 1980er Jahren wurden in einem Steinbruch bei Münchehagen Saurierspuren gefunden. Um dieses "Naturdenkmal Saurierfährten" herum entstand das Dinosaurier-Freilichtmuseum, in welchem seitdem die Ausgrabungsergebnisse Besuchern präsentiert werden.[7]

## Wirtschaft und Infrastruktur
Der Haltepunkt Münchehagen lag an der 1961 im Personenverkehr, 1969 komplett stillgelegten und inzwischen zurückgebauten Bahnstrecke Stadthagen–Stolzenau.
Mehrere Kilometer südlich der Ortschaft liegt die 1983 stillgelegte Sonderabfalldeponie Münchehagen, die in den 1980er Jahren überregional bekannt geworden ist. Sie entstand Ende der 1960er Jahre durch Verfüllung von ehemaligen Tongruben. In der Deponie wurden ca. 350.000 m³ Sondermüll eingelagert, darunter giftige Stoffe wie das sogenannte Seveso Dioxin.